# Tim Sechelmann
Tim Sechelmann (* 15. Januar 1999 in Münster) ist ein deutscher Fußballspieler, der aktuell beim SV Waldhof Mannheim unter Vertrag steht.

## Karriere

### Verein
Nach seinen Anfängen in der Jugend des ESV Münster wechselte er im Sommer 2006 in die Jugendabteilung von Borussia Dortmund. Nach insgesamt 15 Spielen in der B-Junioren-Bundesliga erreichte er mit seiner Mannschaft das Finale 2015/16, verlor dort aber gegen Bayer 04 Leverkusen mit 0:2. Nach 40 Spielen in der A-Junioren-Bundesliga, sieben Spielen in der UEFA Youth League und dem Gewinn der A-Junioren-Meisterschaft 2016/17 wurde er zur Saison 2018/19 in den Kader der zweiten Mannschaft aufgenommen und kam dort auf fünf Spiele. Im Sommer 2019 erfolgte sein ligainterner Wechsel zur zweiten Mannschaft des 1. FC Köln. In zwei Spielzeiten kam er für seinen Verein auf insgesamt 57 Einsätze.
Zur Saison 2021/22 wechselte Sechelmann in die 3. Liga zum 1. FC Magdeburg. Dort kam er auch zu seinem ersten Einsatz im Profibereich, als er am 14. August 2021, dem 3. Spieltag, beim 3:1-Auswärtssieg gegen den TSV Havelse in der 90. Spielminute für Connor Krempicki eingewechselt wurde. Am Ende der Saison wurde er mit dem Verein Drittliga-Meister und stieg in die 2. Bundesliga auf.
Im Sommer 2023 wechselte er zurück in die 3. Liga und er schloss sich dem SV Waldhof Mannheim an.

### Nationalmannschaft
Sechelmann bestritt für die U15, U16 und U17 des Deutschen Fußball-Bundes insgesamt neun Länderspiele.